# Gustavo Borjas
Gustavo Luis Borjas Balboa (Lima, 21 de marzo de 1989) es un actor de televisión y cine peruano. Dentro de sus papeles, es más conocido por el rol estelar de Johnny Torrejón en la telenovela Ven, baila, quinceañera y la serie Los Vílchez.

## Biografía

### Primeros años
Nacido en Lima el 21 de marzo de 1989, es proveniente de una familia de clase media baja. En sus primeros años, se desempeñaba como futbolista sin éxito, mientras estaba en el colegio.
Llegando la etapa adulta, estudió la carrera de diseño, sin embargo, acompañó a uno de sus amigos a un casting, que ocasionalmente fue escogido para ser parte de una serie de televisión por primera vez.  Además, comenzó a llevar algunos talleres antes de su debut como actor.
Tiempo después, recibió clases de actuación con el actor Pietro Sibille y el productor televisivo Roberto Ángeles para complementar su propia carrera artística.

### Carrera actoral
En 2008, debuta en la actuación participando en la miniserie Los Jotitas interpretando al futbolista Eder Hermoza.
Tras haber participado en cortos papeles, en 2011 inicia su participación en la teleserie peruana Al fondo hay sitio con su personaje de Anthony Pichilingüe Manicero, el exenamorado de Shirley Gonzáles (interpretado por la actriz Areliz Benel), la cuál regresaría por un breve tiempo en el año 2014.
En 2015, alcanzaría la fama asumiendo el rol estelar de la telenovela juvenil peruana Ven, baila, quinceañera, al interpretar a Johnny Torrejón, quién sería la pareja de Viviana Vílchez (Mayra Goñi) y el mejor amigo de Marco Vílchez (Andrés Vilchez). Gracias al éxito de su personaje, participó con el mismo rol en la serie cómica Los Vílchez entre los años 2019 y 2020.
Por otro lado en el cine, asumió el rol protagónico junto a Elisa Tenaud en el largometraje El soñador en el papel de Sebastián en 2016, y tuvo una participación especial en la película cómica La paisana Jacinta en busca de Wasaberto en 2017 como Napoleón, donde compartió junto al comediante Jorge Benavides (quién era el protagonista del trama).[cita requerida]
En 2019 tuvo una participación especial en la miniserie Chapa tu combi como Valentín Martínez, y en 2021 fue incluido en la secuela musical Luz de luna con su papel estelar de Marvin Olivares, la cuál participaría en las secuelas 2022 y 2023.[cita requerida]

## Filmografía

### Televisión

#### Series de televisión
- Los Jotitas (2008) como Eder Hermoza (rol protagónico).
- Los del barrio (2008) como Chico (rol secundario).
- Conversando con la luna (2011)
- Al fondo hay sitio (2011; 2014) como Anthony Pichilingüe Manicero (rol de invitado especial).
- Mi amor, el wachimán (2012) como Fabio (rol de invitado especial).
- Ven, baila, quinceañera (2015-2018) como Johnny Torrejón (rol principal).
- Los Vílchez (2019-2020) como Johnny Torrejón (rol principal).
- Chapa tu combi (2019) como Valentín Martínez Castro (rol de invitado especial).[10]
- Te volveré a encontrar (2020) como Víctor Mendoza Prada / «Vitucho» (rol principal).
- Luz de luna (2021-2023) como Marvin Olivares Vílchez (rol principal).[11]
- Maricucha (2022) como Alberto Ronaldo Vásquez Rojas / «Beto» (rol principal).[12]

#### Programas de televisión
- Esto es guerra (2014) como Anthony Pichilingüe Manicero (participación especial).

### Cine
- La paisana Jacinta en búsqueda de Wasaberto (2017) como Napoleón (rol principal).
- El soñador (2016) como Sebastián (rol protagónico).
- F-27 (2014) como el Jugador de Alianza Lima (rol principal).